# Deutério (advogado)
Deutério (em latim: Deuterius) foi um advogado de Roma do século V. Foi citado num documento como um dos quatro advogados presentes no inquérito sobre as alegações contra o papa Sisto III (432–440). Tal documento, como atualmente se imagina, é uma falsificação elaborada pelo tempo do papa Símaco (498–514).